# Institut national des sciences et techniques d'Abéché
L'Institut National Supérieur des Sciences et Techniques d'Abéché (INSTA), ex-Institut universitaire des sciences et techniques d'Abéché (IUSTA), est un établissement d'enseignement supérieur public tchadien qui se trouve dans la ville d'Abéché, à l'Est du pays.

## Historique
L'INSTA a été fondé le 3 avril 1997 sous le nom IUSTA. Il change de nom le 7 mai 2015 pour devenir l'INSTA.

## Mission
L’Institut a pour missions essentielles :
- la formation initiale et continue ;
- la formation à la recherche ;
- la recherche scientifique et technologique ainsi que la valorisation des résultats ;
- la diffusion de la culture et de l'information scientifique.

## Disciplines et spécialisations
L'IUSTA comprend sept départements :
- Département de Génie électrique (GE)
- Département de Génie énergétique (GEn)
- Département de Génie mécanique (GM)
- Département de Génie informatique (GI)
- Département des Sciences et Techniques de l'Elevage (STE)
- Département des Sciences Biomédicales et Pharmaceutiques (SBMP)
- Département Télécommunications et Multimédia (DTM)

## Liste des directeurs
- Pr. Issa YOUSSOUF (Directeur Général)
- Dr. Allaissem Désiré (Directeur Général Adjoint)
- Dr. Mahamat Ahmat TAHA (Secrétaire Général)